# Латгалес Гайсма
Ла́тгалес Га́йсма (латыш. Latgales Gaisma — Свет Латгалии) — региональная партия, базировавшаяся в Латгалии с центром городе Даугавпилс, в настоящее время не существует.

## Создание партии
Партия была задумана Рихардом Эйгимом, для участия в выборах в Даугавпилсскую городскую думу и Сейм Латвии.

## Съезды партии
Состоялось 5 съездов партии, все проходили в Даугавпилсе во Дворце культуры:
- № 1
- № 2
- № 3 ноябрь 2003 года[1][2]
- № 4 январь 2005 года [3]
- № 5 декабрь 2006 года[4][5]

## Отделения
На 2002 год были отделения

## Численность
В 2002 году: начало года - 250 чел., июнь - 735 чел.
В 2005 году: январь - 1450 чел.
В 2006 году: декабрь - 1100 чел.

## Выборы
Участие в выборах Даугавпилсской городской думы в 2001, 2005 годах.
- 2001 7 мест партии[9][10]
- 2005 5 мест партии Скандал с неоплаченными ЛГ предвыборными материалами[11]

В выборах 8 Сейма в 2002 году В выборах девятого Сейма в 2006 году партия шла под флагом социал-демократов
В выборах в Европарламент в 2004 году

## Ликвидация
Партия закрыта по личному заявлению лидера партии Рихарда Эйгима 8 февраля 2007 года.